# Lapitxuri
Le Lapitxuri est un affluent de la Nivelle (à Dantxarinea - Navarre, village de Urdazubi-Urdax) qui matérialise la frontière franco-espagnole.
Le Sandre attribue le statut de cours principal au « Larreko erreka » mais c’est le « Haitzagerriko erreka » qui a servi de support au tracé de la frontière qui ne suit pas ici la ligne de partage des eaux.

## Étymologie
Lapitz xuri (noté Lapitchouri par le Sandre) signifie « marne blanche » en basque.

### Principaux affluents
Abréviations : (G) ou (rg) Affluent rive gauche ; (D) ou (rd) Affluent rive droite ; (CP) Cours principal, signale le nom donné à une partie du cours d'eau prise en compte dans le calcul de sa longueur.
- (CP) Larreko erreka, de Zunarretako lepoa
  - (G) Erdiko erreka, 1,8 km, de Bizkailuze
  - (G) Farendegiko erreka, 2,5 km, du Gorospil
- (G) Haitzagerriko erreka[2], 3,7 km, frontalier, de Gorospil lepoa
- (G) Barretako erreka, de l'Otamurdia

## La chanson
À la fin des années 1960, une discothèque, Lapitxuri, ouvre à la frontière, dans la municipalité espagnole d'Urdazubi, là où le Lapitz xuri se jette dans la Nivelle. Depuis 1989, le quartier porte officiellement le nom de Dantxarinea, mais il est appelé couramment Dantxaria (Dantxaria, hameau d'Ainhoa, est de l'autre côté de la frontière). L'alcool étant moins cher en Espagne qu'en France, la discothèque devient un lieu pour faire la fête à peu de frais. Toute la jeunesse basque s'y retrouve. Sur l'air d'un chant traditionnel, les clients forgent de nouvelles paroles. Ainsi naît la chanson connue sous les noms de Lapitxuri, La Pitxuri ou La Pitchouli.
La discothèque ferme au milieu des années 2000, mais La Pitxuri est aujourd'hui largement popularisée dans tout le Sud-Ouest, grâce aux ferias, aux festayres et aux bandas. Elle s'est également diffusée dans le reste de la France grâce au rugby et à l'émission de télévision Sébastien c'est fou ! de Patrick Sébastien : la chanson compose une partie du générique.
Elle est interprétée par une fanfare dans le film La Fille du patron, réalisé en 2014 par Olivier Loustau. Elle est interprétée dans l'espace (en direct depuis la Station spatiale internationale) le 19 avril 2017, au saxophone, par Thomas Pesquet.

### Paroles
Refrain

Ma mère m'a donné la permission de minuit

Pour aller me saouler la gueule à Lapitxuri, (bis)

Couplets

Lapitxuri, Lapitxuri,

C'est là où on chante et où on danse entre amis.

Lapitxuri, Lapitxuri

Le rendez-vous de nos dimanches après-midi.

Lapitxuri, Lapitxuri

Là où on chante et on danse entre amis.

Lapitxuri, Lapitxuri

Le rendez-vous de tous les Basques du pays.